# Феллнер, Уильям Джон
Уильям Джон Феллнер (англ. William John Fellner, урождённый Вилмош Фельнер, венг. Fellner Vilmos; 31 мая 1905, Будапешт, — 15 сентября 1983, Вашингтон, США) — американский экономист, эмерит-профессор экономики Йельского университета, президент Американской экономической ассоциации в 1969 году.

## Биография
Уильям родился 31 мая 1905 года в Будапеште и у него в семье было еще три брата: Павел, Альфред и Джордж. Среднее образование получил в будапештской школе.
Закончил Будапештский университет, затем учился в Швейцарской высшей технической школе Цюриха, и затем в Берлинском университете, где был удостоен докторской степенью по экономике в 1929 году.
После возвращения в Венгрию работал партнером в семейном бизнесе в 1929—1938 годах. После этого уехал в США и преподавательскую деятельность начал ассистентом профессора, затем ассоциированным профессором в Калифорнийском университете в Беркли в 1939—1947 годах, полным профессором экономики в 1947—1952 годах. В 1952—1959 годах профессор экономики Йельского университета, а в 1959—1973 годах профессор кафедры экономики имени Стерлинга. Ушёл в отставку в 1973 году, став эмерит-профессором Йельского университета. В 1973—1975 годах был членом Совета экономических консультантов.
У. Феллнер являлся членом Американской академии искусств и наук с 1965 года, членом Баварской академии наук, членом и президентом в 1969 году Американской экономической ассоциации.
У. Феллнер умер 15 сентября 1983 года от сердечного приступа в своём доме в Вашингтоне.
Семья
У. Феллнер женился на Валерии Корек, у них родилась дочь Анна В. Томас.

## Награды
За свои достижения был награждён:
- 1979 — Командорский крест ордена «За заслуги перед Федеративной Республикой Германия»,
- 1982 — премия и медаль Бернарда Хармса.